# لي مككولوتش
لي هينري مككولوتش (بالإنجليزية: Lee Henry McCulloch)‏ وهو لاعب كرة قدم أسكتلندي في مركز الدفاع و الوسط المدافع و الهجوم وهو قائد نادي رينجرز ولد في يوم 14 مايو 1978 في بيلشيل في اسكتلندا، سبق له اللعب مع ويغان أتلتيك ونادي ماذرويل وكمبرلاند يونايتد، ولعب مع منتخب اسكتلندا لكرة القدم 18 مباراة دولية وسجل هدف واحد ويبلغ طوله 185 سم.

## مسيرته الكروية
لعب لي مككولوتش خلال مسيرته الاحترافية مع 4 أندية في اثنين وعشرين موسمًا وسجل خلالها 116 هدف ضمن 556 مباراة. حيث فاز في موسمين بالكأس وفي ثلاثة مواسم بالدوري.
خاض لي مككولوتش مسيرته مع نادي ماذرويل في موسم 1995–96 ليلعب معه ستة مواسم، مشاركًا في 122 مباراة سجل خلالها 21 هدفًا. ثم انتقل إلى نادي ويغان أتلتيك في موسم 2000–01 ليلعب معه سبعة مواسم، حيث شارك في 224 مباراة سجل خلالها 44 هدفًا. لينتقل بعدها إلى نادي رينجرز في موسم 2007–08 ليلعب معه ثمانية مواسم، مشاركًا في 209 مباراة سجل خلالها 51 هدفًا. ثم انتقل إلى نادي كيلمارنوك في موسم 2015–16 لمدة موسم واحد، مشاركًا في مباراة ولم يسجل أي هدف.

## روابط خارجية
- لي مككولوتش على موقع الاتحاد الأوربي (الإنجليزية)
- لي مككولوتش على موقع الاتحاد الإسكتلندي (الإنجليزية)
- لي مككولوتش على موقع قاعدة بيانات كرة القدم.إي يو (الإنجليزية)
- لي مككولوتش على موقع ناشيونال فوتبول تيمز (الإنجليزية)
- لي مككولوتش على موقع Soccerbase.com (لاعب) (الإنجليزية)
- لي مككولوتش على موقع Soccerway.com (الإنجليزية)
- لي مككولوتش على موقع عالم كرة القدم.نت (الإنجليزية)